# Sant Joan Evangelista de Perpinyà
Sant Joan Evangelista de Perpinyà, coneguda com la Funerària, és la capella gòtica del Campo Santo de la ciutat de Perpinyà, a la comarca del Rosselló, de la Catalunya del Nord.

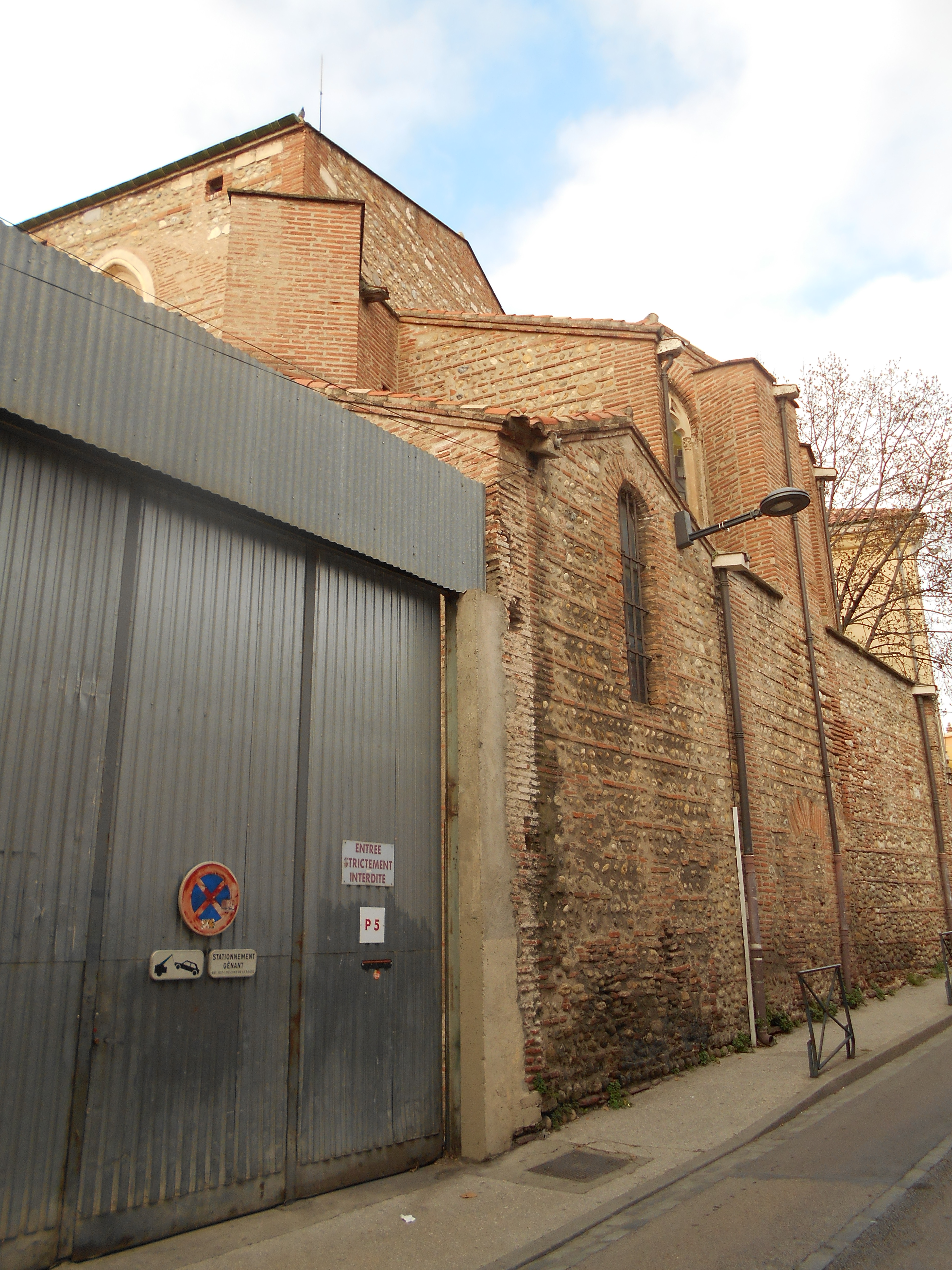
El seu absis, des del carrer del Bastió de Sant Domènec

Va ser construïda com a capella funerària del claustre - cementiri anomenat amb l'italianisme de Campo Santo, tot i que amb el pas dels segles ha fet també d'església del seminari diocesà i de seu dels Arxius Municipals de Perpinyà.
Està situada en el barri de Sant Joan, al costat mateix de la catedral de Sant Joan Baptista. És a l'angle nord-est del Campo Santo.
És una església gòtica d'una sola nau, capçada a llevant per un absis poligonal també gòtic.